# Bảo tàng Jan Sarkander ở Skoczów
Bảo tàng Jan Sarkander ở Skoczów (tiếng Ba Lan: Muzeum Jana Sarkandra w Skoczowie) là một bảo tàng giáo xứ triển lãm về cuộc đời của Thánh Jan Sarkander, tọa lạc tại số 2 Quảng trường chợ, Skoczów, Ba Lan. Bảo tàng thuộc sở hữu của Giáo xứ Công giáo La Mã Thánh Peter và Thánh Paul ở Skoczów.

## Lược sử hình thành
Jan Sarkander sinh tại Skoczów vào năm 1576. Ý tưởng thành lập Bảo tàng Jan Sarkande ở Skoczów ra đời từ trước Chiến tranh thế giới thứ hai nhưng chỉ được thành hiện thực vào tháng 11 năm 1994. Trụ sở của Bảo tàng là một ngôi nhà chung cư lịch sử được xây dựng vào thế kỷ 17, liền kề với Tòa thị chính Skoczów.

## Triển lãm
Triển lãm thường trực của Bảo tàng Jan Sarkander ở Skoczów giới thiệu cuộc đời của vị thánh và sự thờ phượng vị thánh. Các hiện vật và kỷ vật trong bộ sưu tập của Bảo tàng chủ yếu đến từ các nhà thờ gần đó: Nhà thờ giáo xứ ở Skoczów và Nhà thờ Thánh Bartholomew ở Grodziec Śląski.
Ngoài ra, Bảo tàng còn tổ chức các cuộc triển lãm tạm thời không liên quan đến hình tượng của vị thánh. Du khách có thể tham quan tác phẩm nghệ thuật thuộc các lĩnh vực hội họa, đồ họa, điêu khắc và nhiếp ảnh đương đại.